# Ernst Köhler (Jurist)
Ernst Köhler (* 1. Januar 1856 in Schweidnitz, Niederschlesien; † 17. April 1924 in Bad Doberan) war ein deutscher Verwaltungsjurist in Preußen. 

## Leben
Köhler studierte an der Ruprecht-Karls-Universität Rechtswissenschaft und wurde 1873 im Corps Vandalia Heidelberg aktiv. Als Inaktiver wechselte er an die Friedrich-Wilhelms-Universität zu Berlin. Nach dem Referendarexamen (1876) und der Assessorprüfung (1882) wurde er 1893 Obergrenzkontrolleur im oberschlesischen Pleß, dann Hilfsarbeiter im preußischen Finanzministerium. 1889 wurde er zum Geheimen Finanzrat und Vortragenden Rat ernannt. Ab 1897 war er Präsident der Oberzolldirektion Stettin, 1905 Generaldirektor der Zölle und indirekten Steuern und Wirklicher Geheimer Oberfinanzrat in Berlin. Er vertrat das Königreich Preußen als stellvertretender Bevollmächtigter im Bundesrat. 1913 erhielt er den Titel eines Wirklichen Geheimen Rats mit dem Prädikat Exzellenz. Seit 1918 im Ruhestand, war er 1920/21 Vorsitzender des Verbandes Alter Corpsstudenten.